# Bahrainsk dinar
Bahrainsk dinar (BD - Bahraini dinar) är den valuta som används i Bahrain i Asien. Valutakoden är BHD. 1 Dinar = 1000 fils.
Valutan infördes 1965 och ersatte gulfrupien. 

## Användning
Valutan ges ut av Central Bank of Bahrain – CBA. Denna ombildades 2006 efter grundandet som Bahrain Monetary Agency 1973 och har huvudkontoret i Manama.

## Valörer
- mynt: inga Dinarmynt
- underenhet: 5, 10, 25, 50, 100 och 500 fils
- sedlar: ½, 1, 5, 10 och 20 BHD